# Strus
Strus – nazwisko używane w Polsce przez 783 osoby (wg dane.gov.pl na I.2020 r.).

## Etymologia nazwiska
Nazwisko może mieć pochodzenie niemieckie, względnie wywodzi się od dawnego polskiego wyrażenia „strusić” bądź „struszyć”. Tak czy inaczej powstało na bazie zoologicznej nazwy „struś”. W przypadku etymologii niemieckiej, w starej odmianie górno-niemieckiego słowo „struz” (zapisywane też jako ztruz, lub strus) oznaczało między innymi „strusia”, by wyewoluować do obecnej formy „strauss”. Polska etymologia nawiązuje do określenia „stchórzyć” – strusić, lub „nastraszać” – struszyć.

## Rody szlacheckie
Strusowie (Strussowie) z Podlasia herbów Korczak, Jastrzębiec lub Pobóg, Strusowie (Strusiowie) z Podola herbu Korczak, Strusowie z Ziemi Wieluńskiej herbu Niesobia.

## Osoby
- Max Strus (ur. 28 marca 1996) – amerykański koszykarz.
- Piotr Strus (ur. 3 września 1988) – polski zawodnik mieszanych sztuk walki (MMA).